# Команский монастырь
Кама́нский монасты́рь (или Монасты́рь святи́теля Иоа́нна Златоу́стого) — православный мужской монастырь непризнанной Абхазской православной церкви, расположенный в селе Коман в Абхазии.
Находится на автомобильной дороге Сухум — Ацра, в 20—25 минутах езды от города Сухум. Ежегодно монастырь посещает до 50 тысяч паломников и туристов.

## Женский Василиско-Златоустовский монастырь
Женский Василиско-Златоустовский монастырь в Каманах был учреждён в 1898 году. Главный храм монастыря отстроен на фундаменте древнего храма. Фундамент представлял собой остатки однозального каменного строения без выступающей наружу апсиды со внутренним алтарным полукружием. Помещение освещалось с помощью двух узких окон, расположенных в алтаре и в западной стене. При строительстве колокольни в земле был найден саркофаг, высеченный из цельной глыбы известняка и весящий около тонны. Храм был освящён во имя святого Василиска Команского в 1900 году. В 1901 году был открыт общежительный женский монастырь, в котором по состоянию на 1906 год насчитывалось до 200 монахинь. Кроме церкви, там имелось несколько каменных корпусов, животноводческие помещения, мельница, пасека. После революции монастырь был закрыт, храм разрушен, постройки использовались под различные нужды.
В 1986 году монастырский храм был восстановлен, монастырь возрождён. Во время войны в Абхазии в 1993 монахини и священнослужители были убиты (этот эпизод получил название массовое убийство в Камани).

## Мужской Иоанно-Златоустовский монастырь
В 2001 году монастырь вновь возрождён, уже как мужской. По местному преданию (не подтверждаемому историческими источниками), на территории монастыря был похоронен святитель Иоанн Златоуст и находились до перенесения в Константинополь в 438 году его мощи. В церкви во имя свт. Иоанна Златоуста стоит каменная гробница, которую это предание называет гробницей святителя, и икона с частицей его мощей. 10 февраля 2011 года Правительство Абхазии передало монастырь Абхазской православной церкви в безвозмездное и бессрочное пользование.

## Настоятели монастыря
- иеромонах Андрей (Курашвили) (1993-1993)[9]
- иеромонах Дорофей (Дбар) (2001—2007)[10][11]
- иеромонах Григорий (Хоркин) (2007—2009)
- игумен Игнатий (Киут) (с 2009)

## Галерея

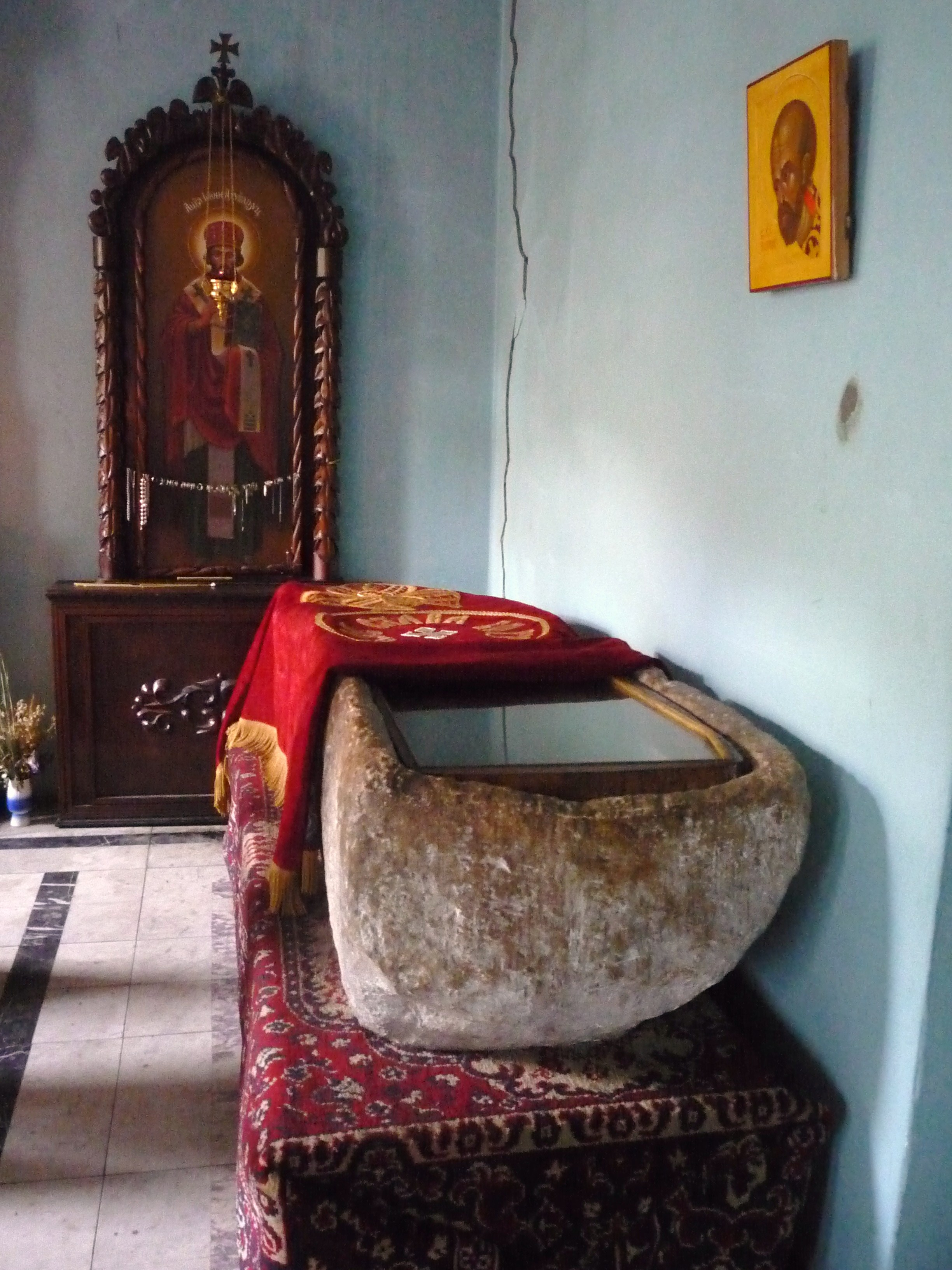
Гробница свт. Иоанна Златоуста